# Газодизельный двигатель
Газоди́зельный дви́гатель — газовый двигатель, сконструированный на основе (или переделанный из) дизельного, и работающий по циклу Дизеля на природном газе (метан) или сжиженных углеводородных газах (пропан-бутан) в качестве топлива. Переделанный двигатель также сохраняет возможность работы на дизельном топливе. Обычно имеется возможность работы по чисто дизельному циклу.
Не следует путать газодизель с конструкциями кардинальной переделки — когда на дизельный двигатель устанавливается система зажигания (со свечами зажигания), превращая его, таким образом, в двигатель, работающий по циклу Отто; соответственно, возможность работы на дизельном топливе исчезает.

## Конструктивные особенности
В конструкции газодизеля добавляется топливная аппаратура (испаритель и подогреватель газа, газовый редуктор, смеситель газа с воздухом; баллоны, если двигатель используется на транспортном средстве). Так как температура воспламенения от сжатия газовоздушной смеси составляет около 700 °C (дизельное топливо воспламеняется при 320—380°C) топливный насос высокого давления и форсунки сохраняются.
Основная порция топлива приготавливается как в одной из разновидностей газовых двигателей, но зажигается не электрической свечой, а запальной порцией дизтоплива (около 15-30 % от обычного, до переделки), впрыскиваемого в цилиндры аналогично дизельному двигателю.

## Применение
В основном тяжёлые грузовики. Газодизельные двигатели, как  и газовые, дают меньше вредных выбросов, к тому же природный газ дешевле. Такой двигатель зачастую получают дооснащением серийного, при этом экономия дизтоплива (степень замещения газом) составляет порядка 60%. Зарубежные фирмы также активно разрабатывают такие конструкции.
В СССР работали опытные тепловозы ТЭ4 и ТЭ1г (1952—1960 гг.), в качестве основного топлива использовался генераторный газ, получаемый из каменного угля. Газогенератор находился в дополнительной тепловозной секции.
В настоящее время выпускаются комплекты топливной аппаратуры для переделки на газ двигателей грузовых автомобилей и тракторов.
Газодизельные двигатели применяются также на компрессорных газоперекачивающих станциях (перекачивание природного газа по газопроводам), там, где есть избыток газа, а доставка дизельного топлива в отдалённые районы затруднена.